# Barbie und das Geheimnis von Oceana
Barbie und das Geheimnis von Oceana (Original: Barbie in a Mermaid Tale) ist ein US-amerikanischer Animationsfilm des Regisseurs Adam L. Wood, der im Jahr 2010 erschien. Er ist ein weiterer Teil von computeranimierten Filmen zu Barbie.

## Handlung
Die Surferin Merliah lebt mit ihrem Großvater am Strand von Malibu. Als sich während eines Surfwettkampfes ihr Haar plötzlich pink färbt und sie deswegen vom Surfbrett springt, stellt sie fest, dass sie unter Wasser atmen und reden kann. Der Delfin Zuma teilt ihr mit, dass ihre Mutter eine Meerjungfrau und zudem die Königin von Oceana, dem Meerjungfrauenreich, sei. Ihre Mutter und damit das Reich schweben in großer Gefahr und nur Merliah kann beide retten, indem sie ihre böse Tante Eris, die sich als Königin ausgibt, besiegt.

## Produktion und Veröffentlichung
Der Film wurde 2010 von Mattel Entertainment und Rainmaker Entertainment unter der Regie von Adam L. Wood produziert. Das Drehbuch schrieb Elise Allen und die Musik stammt von BC Smith. Für den Schnitt war Jordan Hemsley verantwortlich.
Universal Studios Home Entertainment veröffentlichte den Film am 9. März 2010 unter dem Titel Barbie in a Mermaid Tale in den USA auf DVD. Universal brachte die DVD unter anderem auch in Deutschland heraus.

## Synchronisation
Die deutsche Synchronfassung fertigte das Synchronstudio SDI Media an. Die deutschen Dialoge wurden von Nana Spier angefertigt und unter ihrer Regie aufgenommen.
| Rolle            | Englischer Sprecher | Deutscher Sprecher |
| ---------------- | ------------------- | ------------------ |
| Barbie (Merliah) | Kelly Sheridan      | Ilona Otto         |
| Zuma             | Tabitha St. Germain | Jennifer Weiß      |
| Hadley           | Maryke Hendrikse    | Giuliana Jakobeit  |
| Fallon           | Nakia Burrise       | Julia Meynen       |
| Kayla            | Emma Pierson        | Magdalena Turba    |
| Xylie            | Ciara Janson        | Sonja Spuhl        |
| Eris             | Kathleen Barr       | Bianca Krahl       |
| Calissa          | Nicole Oliver       | Christin Marquitan |

## Fortsetzung
Im Januar 2011 erschien mit Barbie und das Geheimnis von Oceana 2 eine Fortsetzung direkt für den Heimkinomarkt.